# Guga
Guga románul: Guga, falu Romániában, Erdélyben, Kolozs megyében.

## Fekvése
Déstől északnyugatra, Csicsógombás, Pecsétszeg,  Falkosány és Felsőkosály közt fekvő település.

## Története
Guga nevét 1590-ben Lapuhan néven említette először oklevél. 
A falu 1569-től a Bocskaiak birtoka volt. Mivel előbb neve nem fordult elő az oklevelekben, valószínű, hogy 1569-1590 között keletkezett és valószínűleg Felsőkosály határából vált ki.
1590-ben Báthory Zsigmond e település, valamint Kaplyon, Alsó-, Felső-Kosály, Kis-Doboka, Csicsó-Hagymás, Ilosva és Kudu nevű birtokaiban Bocskay Istvánt mindkét ágra, és halálával pedig nővérei: Judith Bánffy Kristófné, Krisztina Palocsai Horváth Györgyné s Ilona Haller Gáborné, valamint néhai Sára Balásfalvi Bagdi Györgyné s gyermekei István, Erzsébet, Krisztina és Margit javára  megerősítette. Kenéze ekkor Dragomir Demeter, Janka jobbágycsalád.
Az 1603 évi összeírás szerint e falu teljesen elpusztult.
1607-ben Rákóczi Zsigmond néhai Bocskay István fejedelem e birtokát 1606 évi végrendelete értelmében Haller Gábornak Bocskay Ilonától való fiainak György és Zsigmondnak, néhai Bánffy Kristóf és Bocskay Judit fiának Lászlónak adományozta.
Későbbi névváltozatai: 1592-ben Guga, 1600-ban Lapuhán, 1650-ben Guga a. n. Lapuhán, 1808-ban és 1913-ban Guga.
A trianoni békeszerződés előtt Szolnok-Doboka vármegye Dési járásához tartozott.
1910-ben 444 lakosa volt, melyből 32 magyar, 402 román volt. Ebből 377 görögkatolikus, 12 református, 36 görögkeleti ortodox 12 izraelita volt.